# Asplenium komarovii
Asplenium komarovii är en svartbräkenväxtart som beskrevs av Akasawa. Asplenium komarovii ingår i släktet Asplenium och familjen Aspleniaceae. Inga underarter finns listade.